# Aminoguanidin
Aminoguanidin ist eine chemische Verbindung. Es handelt sich um ein Derivat des Guanidins. Im Handel findet sich üblicherweise das Hydrochlorid (CH7ClN4).

## Darstellung und Gewinnung
Die industrielle Herstellung von Aminoguanidin erfolgt durch die Umsetzung von Hydrazin mit Cyanamid in wässriger Lösung.
Die Verbindung kann auch durch die Reduktion von Nitroguanidin mittels Zink in Essigsäure gewonnen werden.

## Eigenschaften
Aminoguanidin bildet farblose Kristalle, die in Wasser und Ethanol löslich sind. Als basische Verbindung werden mit anorganischen und organischen Säuren Salze gebildet. Bei der Umsetzung mit Ameisensäure erfolgt eine Cyclisierung zum 3-Amino-1,2,4-triazol.
Die Verbindung reagiert mit salpetriger Säure in saurem wässrigen Medium über die Zwischenverbindung Guanylazid zum 5-Amino-1H-tetrazol. Bei neutralem pH führt die Reaktion zum Tetrazen. Die Diazotierung in Eisessig ergibt 1,3-Di(tetrazolyl)triazen.

## Verwendung
Aminoguanidin wird als Zwischenprodukt zur Herstellung von Arzneimitteln, Agrochemikalien und anderen chemischen Verbindungen (z. B. Tetrazen, einem Sprengstoff und Amitrol, einem Herbizid) verwendet.
Die Verbindung wird auch in der Medizin untersucht, da sie Einfluss auf bestimmte Alterungsprozesse im menschlichen Körper nimmt. So wird sie bei der Behandlung von Folgeschäden von Diabetes mellitus (Hemmung von advanced glycation endproducts, der NO-Synthase bzw. der Glykosylierung) eingesetzt.